# サウジ・ファーストディヴィジョンリーグ
サウジ・ファーストディヴィジョンリーグ（Saudi First Division League）は、サウジアラビアにおけるプロサッカーの2部リーグである。スポンサーシップによりイェロ・リーグ（Yelo League）とも呼称される。

## 2023-24シーズン所属クラブ
| クラブ名             | ホームタウン               | ホームスタジアム                                             |
| -------------------- | -------------------------- | ------------------------------------------------------------ |
| アル・アダラー       | アハサー                   | プリンス・アブドゥッラー・ビン・ジャラウィー・スタジアム     |
| アル・アイン         | バーハ                     | キング・サウード・スポーツ・シティ・スタジアム               |
| アル・アラビ         | ウナイザ                   | デパートメント・オブ・エジュケーション・スタジアム           |
| アル・バーティン     | ハファル・アル・バーティン | アル・バーティン・クラブ・スタジアム                         |
| アル・ブキリヤ       | アル・ブカイリーヤ         | アル・ブキリヤ・クラブ・スタジアム                           |
| アル・ファイサリー   | ハルマ                     | キング・サルマーン・スポーツ・シティ・スタジアム             |
| アル・ジャバライン   | ハーイル                   | プリンス・アブドゥルアズィーズ・ビン・ムサーイド・スタジアム |
| アル・ジャンダル     | ドゥーマ・アル・ジャンダル | アル・オルーバ・クラブ・スタジアム                           |
| アル・ホロード       | アッ・ラス                 | アル・ハズム・クラブ・スタジアム                             |
| アル・ナジマ         | ウナイザ                   | デパートメント・オブ・エジュケーション・スタジアム           |
| アル・オルーバ       | サカーカ                   | アル・オルーバ・クラブ・スタジアム                           |
| アル・カーディシーヤ | アル・コバール             | プリンス・サウード・ビン・ジャラウィー・スタジアム           |
| アル・カイスーマ     | カイスーマ                 | アル・バーティン・クラブ・スタジアム                         |
| アル・サファー       | サフワ                     | アル・サファー・クラブ・スタジアム                           |
| アル・タラジ         | カティーフ                 | プリンス・ナーイフ・ビン・アブドゥルアズィーズ・スタジアム   |
| ハジェル             | アハサー                   | ハジェル・クラブ・スタジアム                                 |
| ジッダ               | ジッダ                     | プリンス・アブドゥッラー・アル・ファイサル・スタジアム       |
| オホド               | マディーナ                 | オホド・クラブ・スタジアム                                   |

## 歴代優勝クラブ
| - 1976-77: アル・ナフダ - 1977-78: アル・リヤド - 1978-79: アル・シャバブ - 1979-80: アル・ジャバライン - 1980-81: オホド - 1982-83: アル・ワフダ - 1983-84: オホド - 1984-85: アル・タエー - 1985-86: アル・アンサル - 1986-87: アル・カウカブ - 1987-88: ハジェル - 1988-89: アル・リヤド - 1989-90: アル・ナジマ - 1990-91: アル・ナフダ - 1991-92: アル・ラーイド - 1992-93: アル・ナフダ - 1993-94: アル・ナジマ - 1994-95: アル・タエー |  | - 1995-96: アル・ワフダ - 1996-97: アル・タアーウン - 1997-98: ハジェル - 1998-99: スドゥース - 1999-2000: アル・アンサル - 2000-01: アル・タエー - 2001-02: アル・カーディシーヤ - 2002-03: アル・ワフダ - 2003-04: オホド - 2004-05: アル・ハズム - 2005-06: アル・ハリージュ - 2006-07: アル・ワタニ - 2007-08: アル・ラーイド - 2008-09: アル・カーディシーヤ - 2009-10: アル・ファイサリー - 2010-11: ハジェル - 2011-12: アル・ショアラ - 2012-13: アル・オルーバ - 2013-14: ハジェル - 2014-15: アル・カーディシーヤ |  | - 2015-16: アル・イテファク - 2016-17: アル・フェイハ - 2017-18: アル・ワフダ - 2018-19: アブハー - 2019-20: アル・バーティン - 2020-21: アル・ハズム - 2021-22: アル・ハリージュ - 2022-23: アル・アハリ - 2023-24: アル・カーディシーヤ - 2024-25: ネオム |

## クラブ別優勝回数
| クラブ名             | 回数 | 優勝年度                        |
| -------------------- | ---- | ------------------------------- |
| ハジェル             | 4    | 1987-88,1997-98,2010-11,2013-14 |
| アル・ワフダ         | 4    | 1982-83,1995-96,2002-03,2017-18 |
| アル・カーディシーヤ | 4    | 2001-02,2008-09,2014-15,2023-24 |
| アル・ナフダ         | 3    | 1976-77,1990-91,1992-93         |
| アル・タエー         | 3    | 1984-85,1994-95,2000-01         |
| オホド               | 3    | 1980-81,1983-84,2003-04         |
| アル・リヤド         | 2    | 1977-78,1988-89                 |
| アル・ナジマ         | 2    | 1989-90,1993-94                 |
| アル・アンサル       | 2    | 1985-86,1999-2000               |
| アル・ラーイド       | 2    | 1991-92,2007-08                 |
| アル・ハズム         | 2    | 2004-05,2020-21                 |
| アル・ハリージュ     | 2    | 2005-06,2021-22                 |
| アル・シャバブ       | 1    | 1978-79                         |
| アル・ジャバライン   | 1    | 1979-80                         |
| アル・カウカブ       | 1    | 1986-87                         |
| アル・タアーウン     | 1    | 1996-97                         |
| スドゥース           | 1    | 1998-99                         |
| アル・ワタニ         | 1    | 2006-07                         |
| アル・ファイサリー   | 1    | 2009-10                         |
| アル・ショアラ       | 1    | 2011-12                         |
| アル・オルーバ       | 1    | 2012-13                         |
| アル・イテファク     | 1    | 2015-16                         |
| アル・フェイハ       | 1    | 2016-17                         |
| アブハー             | 1    | 2018-19                         |
| アル・バーティン     | 1    | 2019-20                         |
| アル・アハリ         | 1    | 2022-23                         |
| ネオム               | 1    | 2024-25                         |